# アダム・ウェブスター
アダム・ウェブスター（Adam Webster, 1995年1月4日 - ）は、イングランド・ウェスト・ウィッテリング出身のサッカー選手。ブライトン・アンド・ホーヴ・アルビオンFC所属。元イングランド代表。ポジションはDF。

## 経歴
12歳の時、サウサンプトンFCやチェルシーFCからの誘いを断り、ポーツマスFCに加入した。
2013年8月6日、オールダーショット・タウンFCに期限付き移籍。
2016年6月6日、イプスウィッチ・タウンFCに移籍した。
2018年6月28日、ブリストル・シティFCに移籍した。
2019年8月2日、ブライトン・アンド・ホーヴ・アルビオンFCに4年契約で完全移籍した。